# Michail Kornijenko
Michail Borisovitsj Kornijenko (Russisch: Михаил Борисович Корниенко) (Syzran, 15 april 1960) is een Russisch ruimtevaarder.
Zijn eerste ruimtevlucht was Sojoez TMA-18 naar het Internationaal ruimtestation ISS en vond plaats op 2 april 2010. In maart 2015 begon hij samen met Scott Kelly aan een missie van één jaar aan boord van het ruimtestation ISS.